# Rosaria Conte
Rosaria Conte (Roma, 14 aprile 1954 – Roma, 5 luglio 2016) è stata una sociologa italiana.
È stata a capo del Laboratorio di Simulazione Sociale ad Agenti presso l'ISTC- CNR di Roma, che opera all'intersezione tra scienze cognitive, sociali e computazionali. È stata Presidente della European Social Simulation Association e dell'AISC (Associazione Italiana di Scienze Cognitive). Rosaria Conte ha pubblicato più di 130 opere tra volumi, articoli su riviste scientifiche, atti di convegni e capitoli di libri. La sua attività scientifica ha mirato a spiegare il comportamento sociale tra sistemi autonomi intelligenti e modellare la dinamica delle norme e i meccanismi di applicazione delle norme (inclusi reputazione e pettegolezzo). La sua ricerca è stata caratterizzata da un approccio fortemente interdisciplinare, all'incrocio tra scienze cognitive, scienze sociali e computazionali. A suo nome, la European Social Simulation Association assegna ogni due anni l'Outstanding Contribution Award for Social Simulation, i cui primi destinatari sono stati Nigel Gilbert e Uri Wilensky.

## Carriera
Dopo aver conseguito la laurea in Filosofia all'Università La Sapienza di Roma, nel 1980, Rosaria Conte ha ricevuto una borsa di studio post-dottorato presso il Dipartimento di Sociologia, UCSD, USA, sotto la supervisione del sociologo Aaron Cicourel. Nel 1985 ha completato la sua formazione con un periodo di visita presso il Dipartimento di Psicologia della Johns Hopkins University, Baltimora, USA.
Il suo interesse scientifico si è concentrato su Ordine sociale, Teoria degli agenti, Emergenza ed evoluzione delle istituzioni sociali, Logica deontica, Simulazione sociale ed Evoluzione culturale . Dal 1982 al 2001 è stata Junior Scientist presso l'Istituto di Psicologia (IP, ora Istituto di Scienze e Tecnologie Cognitive, ISTC) del Cnr. Nel 1998 ha fondato il Laboratorio di Simulazione Sociale ad Agenti (LABSS), presso l'ISTC-CNR. Nello stesso periodo ha iniziato ad insegnare Psicologia Sociale all'Università di Siena.
Nel 2001 è diventata Honorary Associate Researcher presso il Center for Policy Making of Business School, Manchester Metropolitan University, Regno Unito. Nel 2006 è stata eletta Presidente dell'AISC (Associazione Italiana di Scienze Cognitive), e nel 2008 è diventata Presidente dell'Associazione Europea di Simulazione Sociale . Nel 2015 diventa Vice Preside della Facoltà di Psicologia dell'Università telematica internazionale Uninettuno.
Rosaria Conte è stata Vice Presidente del Comitato Scientifico del Consiglio Nazionale delle Ricerche (Italia) e Membro del Comitato Nazionale per la Bioetica. Muore a Roma nel 2016.

## Pubblicazioni selezionate
- D. Villatoro, G.Andrighetto, R. Conte, J. Sabater-Mir (2011), Dynamic Sanctioning for Robust and Cost-Efficient Norm Compliance, In Proceedings of the Twenty-Second International Joint Conference on Artificial Intelligence (IJCAI 2011). https://web.archive.org/web/20110930223630/http://www.istc.cnr.it/bibtex.php?id=2669
- F. Giardini, R. Conte (2011), Gossip for Social Control in Natural and Artificial Societies, Simulation: Transactions of the Society for Modeling and Simulation International. http://sim.sagepub.com/content/early/2011/05/19/0037549711406912.full.pdf
- Andrighetto, G., Villatoro, D., Conte, R (2010). L'interiorizzazione della norma nelle società artificiali, in AI Communications, pp. 1–15. http://www.deepdyve.com/lp/ios-press/norm-internalization-in-artificial-societies-QwnPbkdiGX
- Conte, R. (2010) Agenti razionali, diretti all'obiettivo. Enciclopedia dei sistemi sociali complessi, Springer, Enciclopedia. https://web.archive.org/web/20110930224157/http://www.istc.cnr.it/bibtex.php?id=2245
- Tummolini, L., Andrighetto, G., Castelfranchi, C. & Conte, R. (pres). Una convenzione o un (tacito) accordo tra di noi: sulla dipendenza e le sue conseguenze normative. Sintetizza. https://cnr-it.academia.edu/LucaTummolini/Papers/152049/A_convention_or_tacit_agreement_betwixt_us_on_reliance_and_its_normative_consequences
- Campennì, M., Cecconi, F., Andrighetto, G., Conte, R., (2010). Norma e conformità sociale Uno studio computazionale. The International Journal of Agent Technologies and Systems (IJATS), 2 (1), 50–62. http://www.igi-global.com/bookstore/article.aspx?titleid=39032
- Pitt, J., Conte, R., Dung, P., Sartor, G., Troitzsch, K., Draief, M., Andrighetto, G. (2010). Argomentazione modulare e dinamica della (Il)Legalità: una dichiarazione di posizione sulle TIC per la governance e la modellazione delle politiche. I migliori contributi sullo stato dell'arte e sul futuro delle TIC per la governance e la modellazione delle politiche. https://web.archive.org/web/20120501094125/http://crossroad.epu.ntua.gr/files/2010/04/13_moduleg.pdf
- M. Paulucci e R. Conte, Reputazione: trasmissione sociale per la selezione dei partner (PDF), in GP Trajkovski e SG Collins (a cura di), Manuale di ricerca sulle società basate sugli agenti: interazioni sociali e culturali, Hershey: Editoria IGI, 2009,  pp. 243-260. URL consultato il 4 maggio 2022 (archiviato dall'url originale il 30 settembre 2011).
- Conte R. (2003). Revisione delle organizzazioni simulanti: modelli computazionali di istituzioni e gruppi. Journal of Artificial Societies and Social Simulation, N° 6. http://jasss.soc.surrey.ac.uk/6/2/reviews/conte.html